# Litotenes ioplecta
Litotenes ioplecta är en fjärilsart som beskrevs av Diakonoff 1973. Litotenes ioplecta ingår i släktet Litotenes och familjen vecklare. Inga underarter finns listade i Catalogue of Life.